# Subulussalam Selatan
Subulussalam Selatan is een bestuurslaag in het regentschap Subulussalam van de provincie Atjeh, Indonesië. Subulussalam Selatan telt 2134 inwoners (volkstelling 2010).